# Corporation minière Osisko
Osisko corporation minière (Osisko Mining) (TSX : OSK) est une entreprise québécoise dont le siège social se situe à Montréal, nexus du développement minier au Québec . C'est la plus importante société aurifère du Québec,. L'activité de l'entreprise est la recherche, la mise en valeur et le développement de la ressource aurifère. La corporation est un nouveau producteur de niveau intermédiaire dont la production a débuté en 2011 sur le site de La Canadian Malartic qui fut le premier projet de développement de la ressource aurifère soumis à une enquête du Bureau d'audiences publiques sur l'environnement (BAPE). 
L'entreprise extrait des agrégats, la ressource brute avant de la transformer en extrants pour l'usage industriel et la production d'œuvres joaillières. 

## Historique de la corporation minière Osisko
La compagnie fut fondée en 1997 par M. Robert Wares, géologue  qui avait la certitude que le gisement porphyrique du bouclier canadien contenait encore de suffisantes quantités d'or nécessaires à la renaissance de Malartic, ancienne Boomtown. Dix ans plus tard, les premiers forages confirment son hypothèse et le possible développement d'un grand site minier.  
La corporation poursuit aussi ses activités de recherche en Ontario, près de Thunder Bay pour le projet Hammond Reef près de la ville d'Atikokan. Le projet est présentement en processus de consultation auprès des divers intervenants des communautés provenant : des peuples des premières nations, métis et blanches. La consultation est en cours ainsi que l'évaluation environnementale depuis 2010. L'obtention des permis est attendue pour 2013 et le début de la production pour 2016.

## Mine Canadian Malartic
Historique

La ville de Malartic fut constituée en 1939. Elle naquit par la grâce de sa position stratégique sur la zone tectonique de Larder Lake-Cadillac . Plusieurs compagnies minières ont contribué à son essor : Canadian Malartic GoldMines, East Malartic, Sladen Malartic (Barnat Mines) et Malartic Gold Fields .

## Autre projets
- Hammond Reef

## Retrait de projets
Depuis 2004, la multinationale canadienne Barrick Gold est à l'origine d'un projet d'exploitation minière aurifère dans la région de Famatina, dans la province de La Rioja, en Argentine. À la fin d'août 2011, la compagnie Osisko acquit un contrat avec Energía y Minerales Sociedad Del Estado-EMSE (société d'État) et La Rioja Corporación Minera del Estado, pour l'acquisition et l'élaboration du projet. En janvier 2012, Osisko annonce la suspension de son projet d'exploration respectant la volonté de la population locale contre le développement et en colère contre le député de la Rioja Luis Beder Herrera et la présidente Cristina Kirchner.

### Données clés
- Forme juridique : Publique (TSX : OSK, Deutsche Boerse : EWX)
- Slogan :  La minière nouvelle génération
- Siège social: Montréal, Québec (Canada)
- Nombre d'employés: 706 (en 2012)
- Direction: Sean Roosen, président, administrateur et chef de la direction
- Activité: Développement minier